# Virgil Fossae
Le Virgil Fossae sono una struttura geologica della superficie di Plutone.
Sono intitolate al poeta romano Publio Virgilio Marone, nella Divina Commedia guida di Dante Alighieri attraverso inferno e purgatorio.